# Star 27
Star 27 — среднетоннажный грузовой автомобиль производства завода грузовых автомобилей «Star» в городе Стараховице (ПНР). Вытеснен с конвейера моделью Star 28.

## История
Автомобиль Star 27 серийно производился с июля 1962 года. Кузов автомобиля был установлен на стрингерном сварном рычаге, изготовленном из штампованного листа. В ходовой части используется передняя жёсткая ось, подвешенная на полуэллиптических листовых рессорах, и два гидравлических рычажных амортизатора. Сзади использовался приводной мост, подвешенный на полуэллиптических листовых рессорах, дополнительно поддерживаемых вспомогательными листовыми рессорами. В тормозной системе используется новый топливный насос высокого давления. Автомобиль оснащался дизельным двигателем внутреннего сгорания Star S53 объёмом 5650 см3, мощностью 73,6 кВт (100 л. с.). Относительно модели Star 25, в Star 27 используется система помощи от избыточного давления, второй аккумулятор и более мощный стартер.
Автомобиль Star 25 оборудован кабиной N20 (с 1964 года — N20.1).
На шасси автомобиля был произведён тягач Star C27. Версия с удлинённым кузовом получила индекс Star 27L.
Производство завершилось в 1971 году.